# Riedschmiede
Riedschmiede ist eine Einöde auf der Gemarkung Haidgau von Bad Wurzach im Landkreis Ravensburg.

## Namensherkunft
Der Name Riedschmiede setzt sich aus zwei Bestandteilen zusammen:
- Ried verweist auf die unmittelbare Nähe zum Wurzacher Ried, an dessen Rand die Siedlung liegt.
- Schmiede bezieht sich auf eine historische Hammerschmiede, die hier im Jahr 1693 errichtet, aber kurze Zeit später wieder aufgegeben wurde.[2]

## Lage
Riedschmiede liegt am Westrand der Moore des Wurzacher Rieds und ist Teil des Naturraums Riß-Aitrach-Platten (Naturraum-Nr. 41), der zur Großlandschaft Donau-Iller-Lech-Platte (Großlandschaft-Nr. 4) gehört.
Geografisch befindet sich Riedschmiede etwa:
- 550 m südöstlich von Bulachs
- 800 m nördlich von Haasen
- 800 m östlich von Haidgau
- 1,6 km östlich der Glasfabrik in Bad Wurzach[4]

Die Siedlungsfläche von Riedschmiede grenzt direkt an das Wurzacher Ried. Die Schutzgebiete Vogelschutzgebiet Wurzacher Ried, Naturschutzgebiet Wurzacher Ried und das FFH-Gebiet Wurzacher Ried und Rohrsee führen in einem Südausschnitt um Riedschmiede.
Hydrologisch liegt Riedschmiede im Gewässereinzugsgebiet der Aitrach, die über die Iller und die Donau in das Schwarze Meer entwässert. Des Weiteren liegt Riedschmiede rund 100 m nördlich des Haidgauer Quellsees (großer See) und rund 250 m nördlich des Haidgauer Quellsees (kleiner See).

## Verkehrsanbindung
Riedschmiede ist über einen rund 180 m langen Gemeindeverbindungsweg angebunden, der aus drei Richtungen erreicht werden kann:
- Von Süden gelangt man über die L 300 bei Kimpfler auf einen nach Norden führenden Gemeindeverbindungsweg
- Von Westen führt ein Gemeindeverbindungsweg von Haidgau direkt nach Riedschmiede
- Von Norden kommend, ist Riedschmiede über einen eine Abzweigung des Weges von Haidgau nach Unterschwarzach über die Abzweigung bei Bulachs erreichbar.[4]

### Freizeit
In Riedschmiede selbst gibt es weder Rad- noch Gehwege. Der nächste Anschluss an das Radenetz Baden-Württemberg befindet sich in Bad Wurzach (ca. 5 km Fahrstrecke), der Weg dorthin führt größtenteils über Radwege.
Durch das Wurzacher Ried ist Riedschmiede nur über Fußwege erreichbar, auf denen das Befahren mit Fahrrädern und Kraftfahrzeugen untersagt ist.